# A-dos-Álvares
A-dos-Álvares é uma serra pequena nos limites da freguesia de São João dos Caldeireiros, termo da vila de Mértola, comarca de Ourique, Arcebispado de Évora, na província do Alentejo. Conforme dados de 1747, tinha de comprimento uma légua, e de largura um quarto de légua, com clima seco e frio. Ficavam nas suas abas os lugares da Corte e Álvares. Produzia mato rasteiro, e em algumas partes se semeava trigo e cevada. Era abundante de caça miúda de coelhos e perdizes, pastando nela gados miúdos e grossos.